# خوسيه بيرميغو لوبيز
خوسيه بيرميغو لوبيز (بالإسبانية: José Bermejo López)‏ هو عسكري ودبلوماسي إسباني، ولد في 1894 في كارتاخينا في إسبانيا، وتوفي في 1971.